# Próba samobójcza
Próba samobójcza (ang. suicide attempt albo non-fatal suicide attempt) – samodzielnie podjęte i potencjalnie śmiertelne działanie, którego intencją było doprowadzenie do własnej śmierci, jednak wskutek którego do owej śmierci nie doszło.
Zgodnie z terminologią medyczną, podjęte przez osobę działania, którym nie towarzyszyła intencja samobójcza, bez względu na skutek, nie są określane mianem próby samobójczej.

## Dane epidemiologiczne
Szacuje się, że częstość występowania prób samobójczych jest około dwudziestokrotnie wyższa, niż dokonanych samobójstw (według Światowej Organizacji Zdrowia, ogólnoświatowa częstość dokonanych samobójstw wynosi 16 przypadków na 100 tys. ludzi w ciągu roku). 
Podczas gdy w krajach zachodnich mężczyźni umierają na skutek samobójstwa trzy lub cztery razy częściej niż kobiety, kobiety decydują się na próbę samobójczą nawet cztery razy częściej. Różnice te przypisuje się m.in. większej skuteczności metod wybieranych przez mężczyzn usiłujących popełnić samobójstwo, niż skuteczności metod wybieranych przez kobiety.